# Aux Marais
Aux Marais is een gemeente in het Franse departement Oise (regio Hauts-de-France). De plaats maakt deel uit van het arrondissement Beauvais. Aux Marais telde op 1 januari 2022 911 inwoners.

## Geografie
De oppervlakte van Aux Marais bedroeg op 1 januari 2022 5,71 vierkante kilometer; de bevolkingsdichtheid was toen 159,5 inwoners per km².

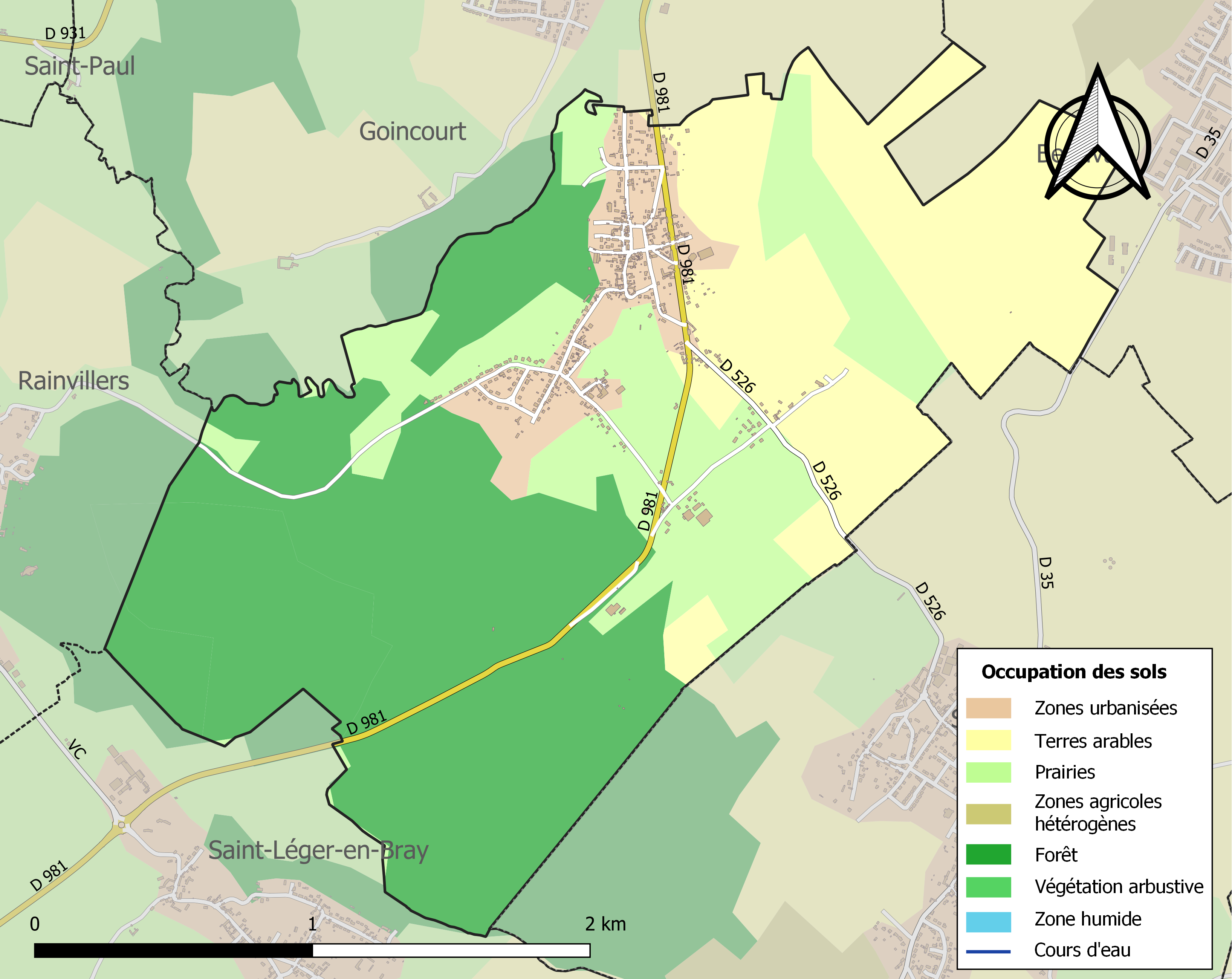
Kaart van de gemeente met belangrijkste infrastructuur, bodemgebruik en omliggende gemeenten

## Demografie
Onderstaande figuur toont het verloop van het inwonertal (bron: INSEE-tellingen).